# Пустынный слон
Пустынные слоны, или слоны-пустынники  — популяция африканских слонов, обитающая в пустынях на северо-западе Намибии в области Кунене, где расположен Берег Скелетов, а также на территории Мали.

## История

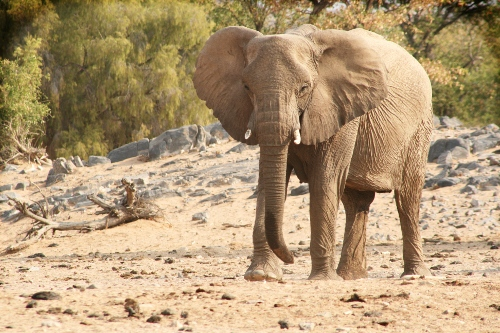
Пустынный слон в Намибии

Пустынные слоны являются своеобразным феноменом Берега Скелетов. В прошлом учёные долгое время отказывались верить в то, что огромное животное способно выжить в таких чрезвычайно неблагоприятных условиях — при почти полном отсутствии воды и растительности для питания. Существование пустынных слонов было доказано сообществом кинодокументалистов и натуралистов Десом и Джен Барлетами. В результате почти десятилетней работы они смогли выследить животных, проследить за их жизнью, которая полностью проходит на дюнах пустыни, и зафиксировать на плёнке их способ жизни и особенности поведения. Как правило, слоны мигрируют от одного водопоя к другому по традиционным маршрутам, которые зависят от сезонной доступности пищи и воды. Им угрожает браконьерство и усиленное землепользование. Численность популяции пустынных слонов в Намибии сегодня не превышает 600 особей, в 1980-х годах их насчитывалось около 3000. Ряд волонтёрских программ направлен на защиту этих популяций.

## Пустынные слоны в Намибии
Регион Кунене на северо-западе Намибии — это территория преимущественно песчаных пустынь, скалистых гор и каменистых равнин; она занимает 115 154 км². В этом регионе традиционно обитали слоны, и в начале XX века в регионе Кунене их было около 3000. К 1980-м годам их численность значительно сократилась, однако с тех пор были приняты меры по сохранению вида, и к 2013 году количество слонов увеличилось примерно до 600. В 1995—1996 годах в Намибии прошли обильные дожди, и слоны расширили свой ареал на юг до реки Угаб. Во время войны за независимость в южной части региона Кунене не было пустынных слонов. Они ушли на север в поисках безопасности и вернулись к реке Угаб в середине 1990-х годов, когда в этот район после обретения Намибией независимости переселилось много коренных жителей. Многие из этих новых жителей не имели опыта жизни с дикими слонами.

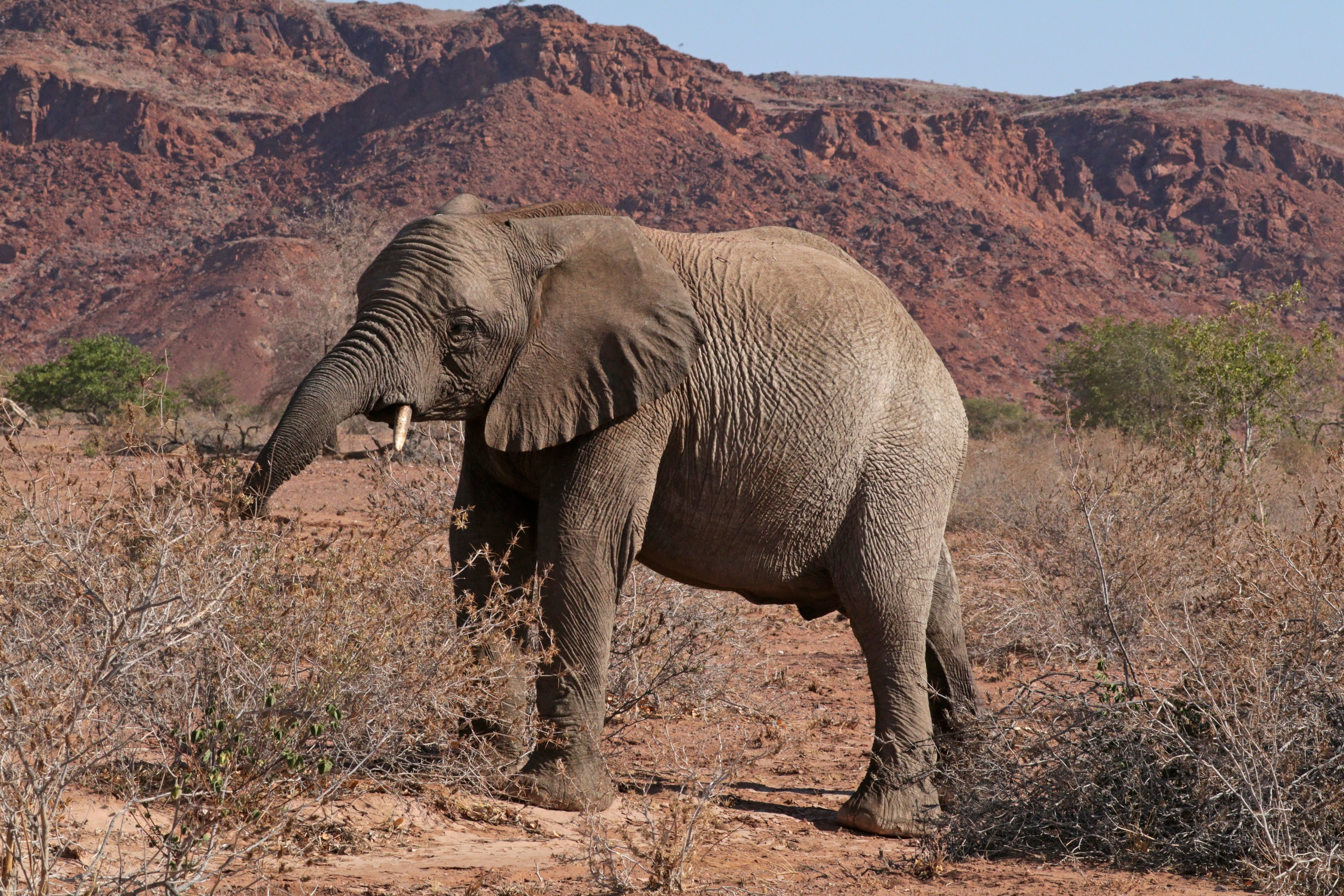
Молодая самка

В районе реки Хоаниб у самцов слонов есть бивни, но примерно у трети самок бивней нет. Взрослые самцы обычно живут поодиночке и бродят по большим территориям. Один из них был замечен во время путешествия между национальным парком Берег Скелетов и национальным парком Этоша в течение нескольких месяцев. Другие самцы иногда переселялись в этот район из более увлажнённых регионов на востоке. Семейные группы, в которых передвигается большинство пустынных слонов, невелики и обычно состоят из самки и её детёнышей или двух сестёр и их детёнышей. Они, как правило, держатся вблизи пересыхающих рек, где больше пищи. Некоторые группы обитают в долине реки Хоарусиб, а одна группа постоянно живёт у реки Хоанин, в то время как другие группы перемещаются между двумя реками на расстояние около 70 километров. Обычно они совершают переход за одну ночь, когда температура ниже, чем днём. В определённое время года они перемещаются вглубь страны по узким традиционным тропам в горные районы в поисках кустарников мирры, которые, по-видимому, являются для них любимым источником пищи.

## Поведение
Слоны, обитающие в пустынях, выработали определённые приспособления для жизни в пустыне и, как правило, имеют относительно более широкие ступни, длинные ноги и компактное тело, чем другие саванные слоны. Они растительноядные, и их рацион меняется в зависимости от времени года. Ночью они могут проходить до 70 километров в поисках водопоев. Передвигаются по пустыне небольшими группами по 6—10 особей. В сезон дождей они предпочитают почки и свежие зелёные листья, но в сухой сезон питаются засухоустойчивыми растениями, такими как акация белотычинковая, коммифора, мопане, листьями и стручками белой акации. Взрослые самцы могут съедать около 250 килограммов корма в день и выпивать около 160 литров воды, но могут обходиться без воды до трёх дней подряд. Они используют воду, грязь или пыль для купания или смазывания кожи.
Слоны выживают, питаясь насыщенной влагой растительностью, растущей в руслах рек, и благодаря способности обходиться до пяти дней без питьевой воды. Воду они хранят в своеобразной «сумке», которая расположена под языком в области глотки. Иногда они вынуждены путешествовать на большие расстояния, чтобы достигнуть питьевого источника. Обладают высокой продолжительностью жизни (сравнима с человеческой), хорошей памятью и интеллектом.

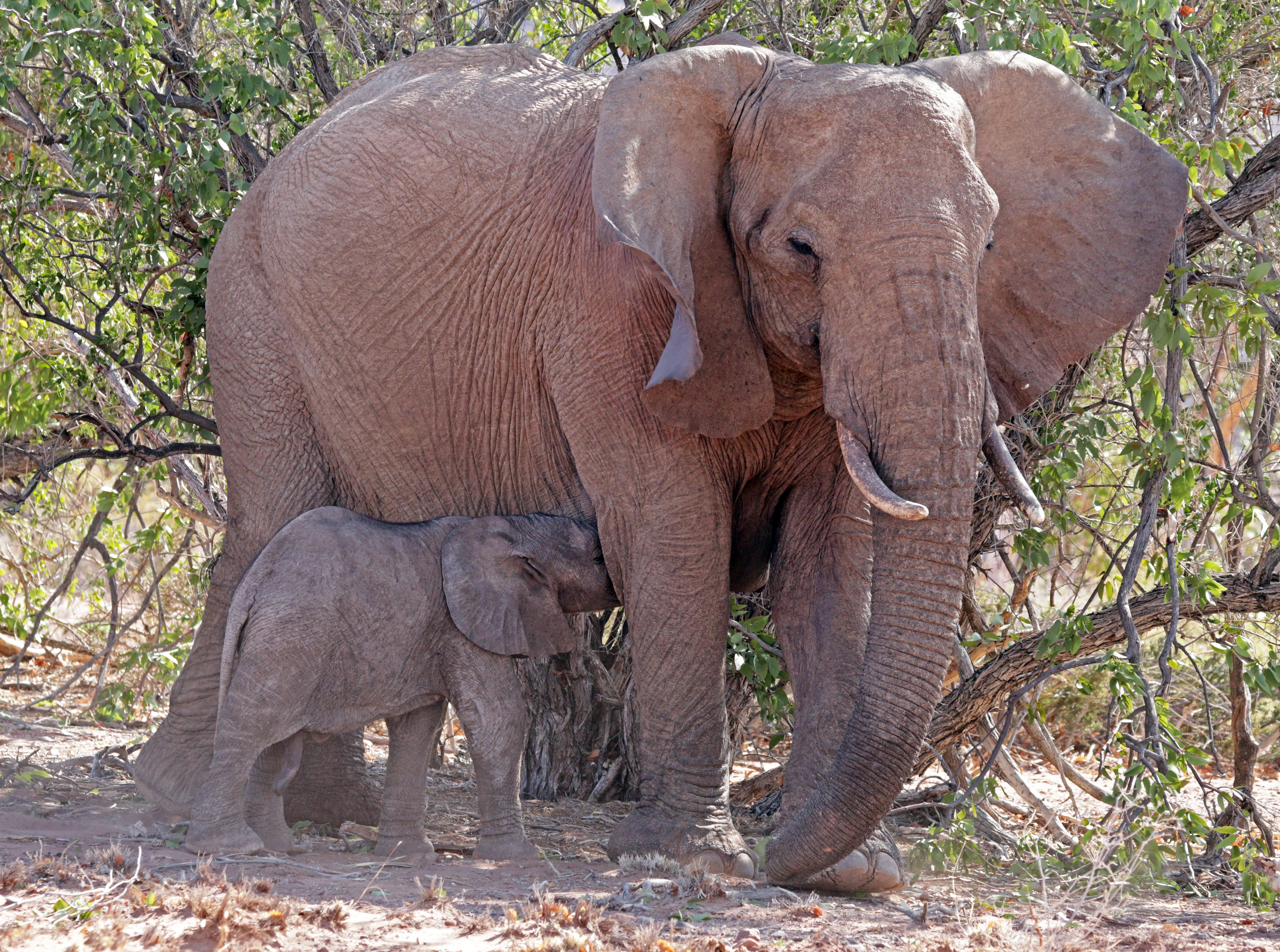
Молочный детёныш
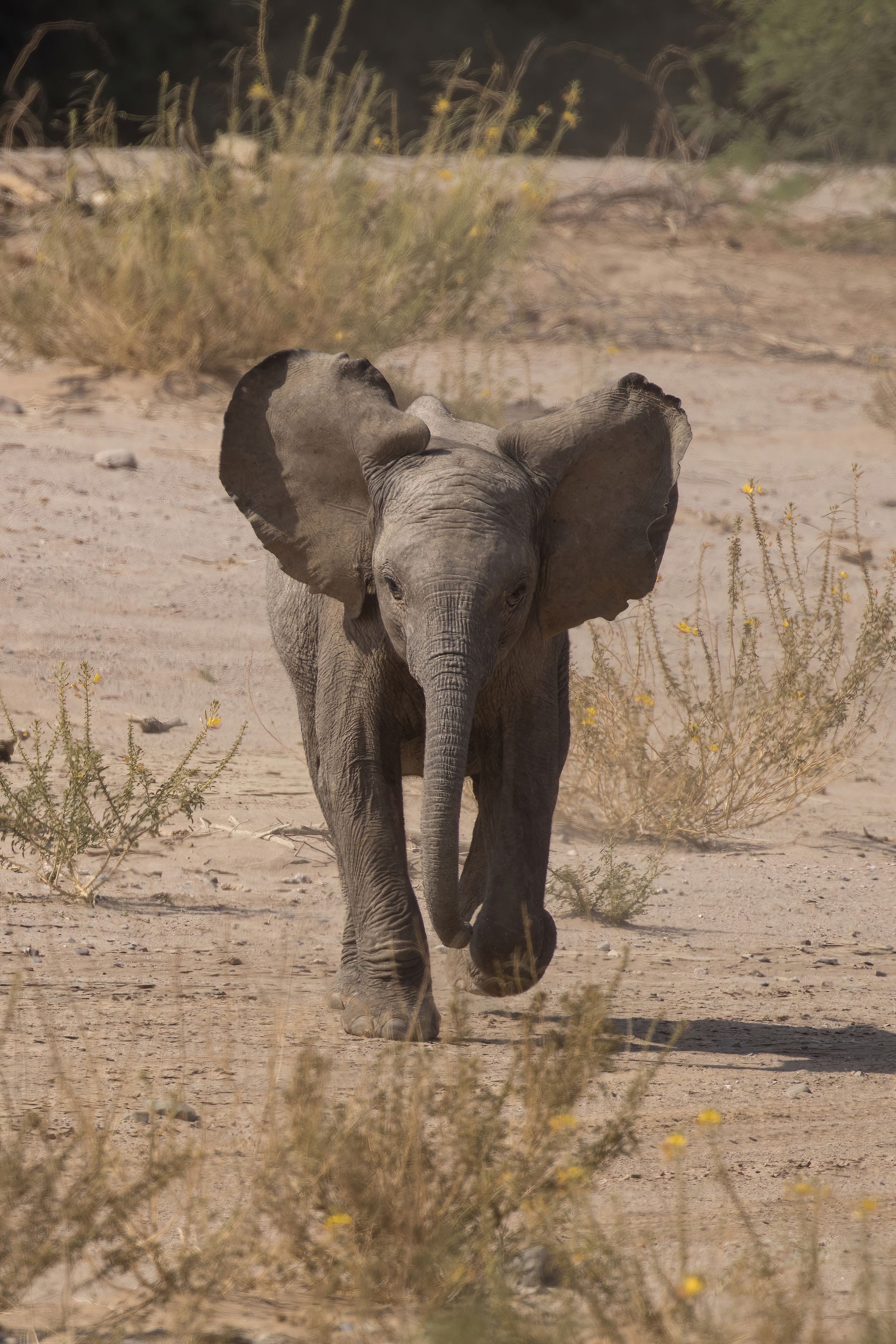
Трёхлетний детёныш